# Chaetodon assarius
Espèce
Statut de conservation UICN

 LC  : Préoccupation mineure
Chaetodon assarius est un poisson appartenant à la famille des Chaetodontidae.